# Lawrence Ferlinghetti
Lawrence Ferlinghetti (Yonkers, Nova York, 24 de març del 1919 - San Francisco, Califòrnia, 22 de febrer de 2021) fou un escriptor, poeta i editor estatunidenc, pertanyent a la generació beat.
Tingué una infantesa difícil. El seu pare, immigrant, va morir abans que ell nasqués; la mare tingué una crisi nerviosa quan ell tenia dos anys, i fou criat pel seu oncle matern -Ludovic- i la seva tia de parla francesa, Emily. Quan es varen separar, Lawrence es traslladà amb la seva tia a França. Quan varen tornar, visqué en un hospici mentre el seu oncle cercava feina a Manhattan. Estudià a la Universitat de Carolina del Nord (1937-1941), on obtingué el títol de periodisme; va fer un màster a la Universitat de Colúmbia i el doctorat a la Universitat de la Sorbona. A la segona guerra mundial va ser oficial durant la invasió de Normandia. Com a periodista treballà a la revista Time. Lawrence Ferlinghetti es va convertir en un membre de IMMAGINE&POESIA del Comitè Honorari el 2009.

## Obres
La seva obra reflecteix el món vist amb la mirada crítica del desencant, sobretot envers la política i la societat del seu país. El «somni americà» s'ensorra entre les seus estrofes, amb les quals mostra els errors i horrors que veu, alhora que anhela un món diferent a aquesta realitat que l'envolta.
Algunes de les seves obres són les següents:
- Pictures of the Gone World; San Francisco: City Lights 1955
- A Coney Island of the Mind; New York: New Directions 1958
- Her; New York: New Directions 1960
- Routines; New York: New Directions 1964
- An Eye on the World, Selected Poems; MacGibbon & Kee 1967
- Back Roads to Far Places; New York: New Directions 1971
- Open Eye, Open Heart; New York: New Directions 1973
- Who Are We Now?; New York: New Directions 1976
- Endless Life, Selected Poems; New York: New Directions 1981
- Over All the Obscene Boundaries,European Poems and Transitions; New York: New Directions 1984
- When I Look at Pictures; Peregrine Smith Books 1990
- A Far Rockaway of the Heart; New York: New Directions 1997
- How to Paint Sunlight; New York: New Directions 2001
- Americus Book I; New York: New Directions 2004
- Americus Book I; New York: New Directions 2004
- Poetry as Insurgent Art; New York: New Directions 2007